# Alexander Jurjewitsch Wassjutin
Alexander Jurjewitsch Wassjutin (russisch Александр Юрьевич Васютин; * 4. März 1995 in Sankt Petersburg) ist ein russischer Fußballtorwart.

## Karriere

### Verein
Wassjutin begann seine Karriere bei Zenit St. Petersburg. Im August 2013 stand er gegen den FK Dynamo Moskau erstmals im Kader der Profis, für die er jedoch nicht zum Einsatz kam. In der Saison 2015/16 stand er auch mehrmals als Ersatztorwart im Kader der Zweitligamannschaft von Zenit. Im August 2016 wurde er nach Finnland an den FC Lahti verliehen. Im selben Monat debütierte er gegen PK-35 Vantaa für Lahti in der Veikkausliiga. In jenem Spiel erzielte der Torwart auch per Kopfball zum 1:1-Ausgleich in der Nachspielzeit sein erstes Tor für Lahti. Bis zum Ende der eineinhalbjährigen Leihe absolvierte er 35 Spiele in der höchsten finnischen Spielklasse.
Nachdem er im Januar 2018 zunächst zu Zenit zurückgekehrt war, wurde er im April 2018 ein zweites Mal nach Lahti verliehen. Diesmal spielte er neun Mal in der Veikkausliiga. Im Juli 2018 wurde die Leihe vorzeitig beendet und Wassjutin verließ Zenit endgültig und wechselte nach Norwegen zum Sarpsborg 08 FF. In einem Jahr in Norwegen absolvierte Wassjutin 25 Spiele in der Eliteserien.
Im Juli 2019 kehrte er zu Zenit zurück, wo er einen Vierjahresvertrag erhielt. Im Juli 2020 debütierte er gegen den FK Orenburg in der Premjer-Liga. Im Februar 2021 wurde Wassjutin nach Schweden an den Djurgårdens IF verliehen. Ausgebremst durch Verletzungen kam er insgesamt aber nur zehnmal für Djurgårdens in der Allsvenskan zum Einsatz. Im Januar 2022 wurde die Leihe um eine weitere Spielzeit verlängert. Er hatte allerdings die gesamte Saison 2022 über das Nachsehen gegenüber Jacob Widell Zetterström und kam nur zweimal zum Einsatz.
Im Januar 2023 kehrte Wassjutin nach Petersburg zurück. Bis zum Ende der Saison 2022/23 spielte er für Zenit dreimal in der Premjer-Liga. In der Saison 2023/24 hütete er einmal das Tor. Zur Saison 2024/25 wechselte er zum Ligakonkurrenten Akron Toljatti.

### Nationalmannschaft
Wassjutin spielte im Januar 2012 vier Mal für die russische U-17-Auswahl. Von Januar bis April 2013 kam er zu fünf Einsätzen für die U-18-Mannschaft. Für die U-19-Auswahl absolvierte er zwischen August 2013 und April 2014 ebenfalls fünf Partien.

## Erfolge
Zenit St. Petersburg
- Russischer Meister: 2020, 2021
- Russischer Pokalsieger: 2020
- Russischer Supercupsieger: 2021